# (12051) Picha
(12051) Picha es un asteroide perteneciente al cinturón de asteroides, descubierto el 2 de mayo de 1997 por Lenka Šarounová desde el Observatorio de Ondřejov, Ondřejov, República Checa.

## Designación y nombre
Designado provisionalmente como 1997 JO. Fue nombrado en homenaje a Jaroslav Pícha (1921-1998) quien fue un meteorólogo y astrónomo aficionado checo. El observatorio que construyó en Hradec Králové para el seguimiento sistemático de la radiación solar y la capa de ozono se convirtió en uno de los más respetados del mundo.

## Características orbitales
(12051) Picha está situado a una distancia media del Sol de 2,307 ua, pudiendo alejarse hasta 2,701 ua y acercarse hasta 1,913 ua. Su excentricidad es 0,171 y la inclinación orbital 9,385 grados. Emplea 1279,76 días en completar una órbita alrededor del Sol.

## Características físicas
La magnitud absoluta de (12051) Picha es 14,51.Tiene 6,784 km de diámetro y su albedo se estima en 0,080.